# Thomas Bælum
Thomas Bælum (født 5. juni 1978) er en dansk fodboldspiller, der blandt andet spillede for AaB i den danske Superliga.